# باسيرانو مارموريتو
باسيرانو مارموريتو (بالإيطالية: Passerano Marmorito)‏ هي بلدة وبلدية في مقاطعة أستي في إقليم بييمونتي الإيطالي.

## السكان
في سنة 1861 بلغ عدد السكان 1٬518 نسمة، وتطور العدد ليصل في سنة 2011 لـ 443 نسمة.
يظهر هذا المخطط البياني تطور النمو السكاني لـ باسيرانو مارموريتو